# Delfina Potocka

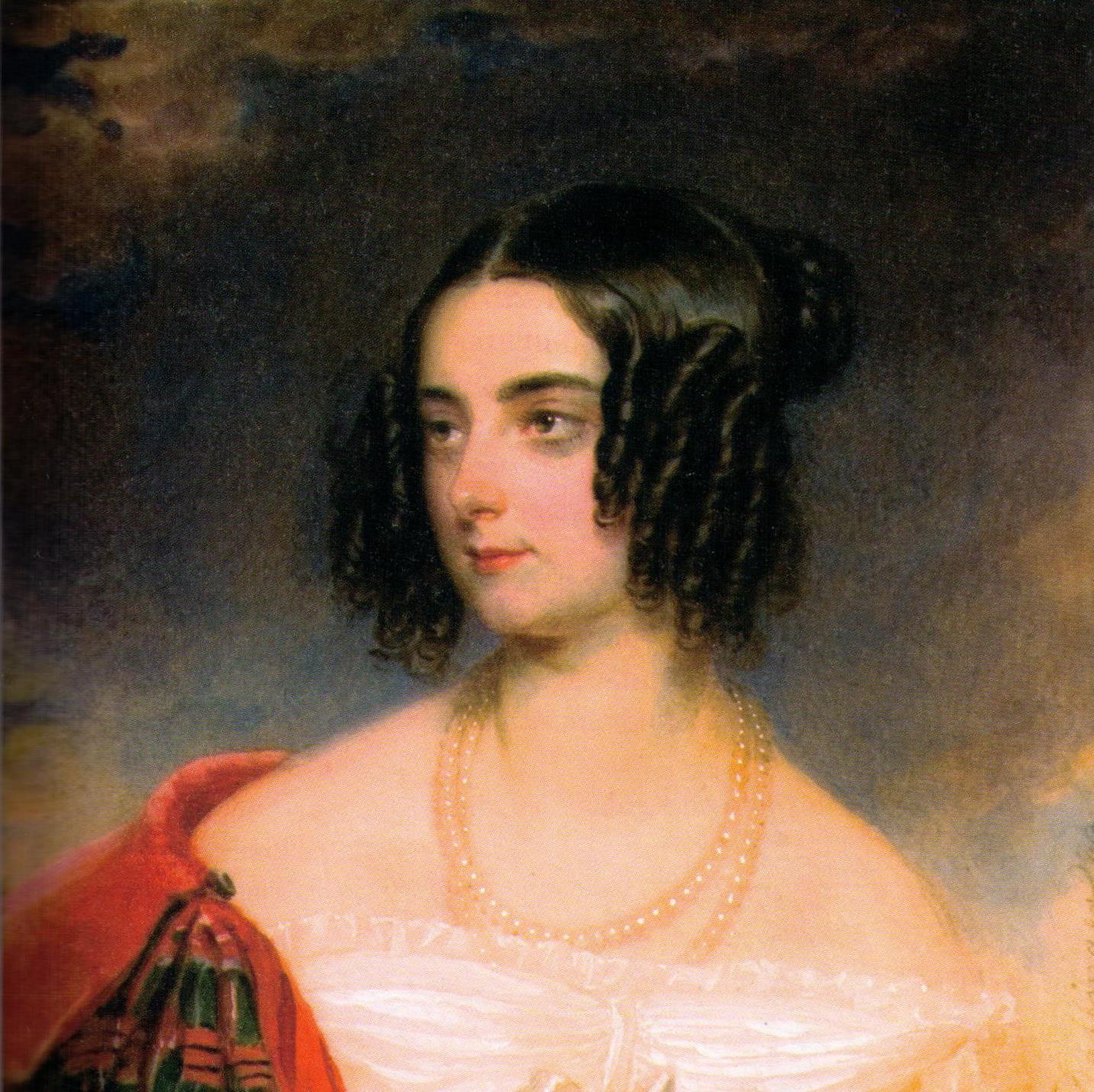
Delfina Potocka, Gemälde von Moritz Daffinger, 1839

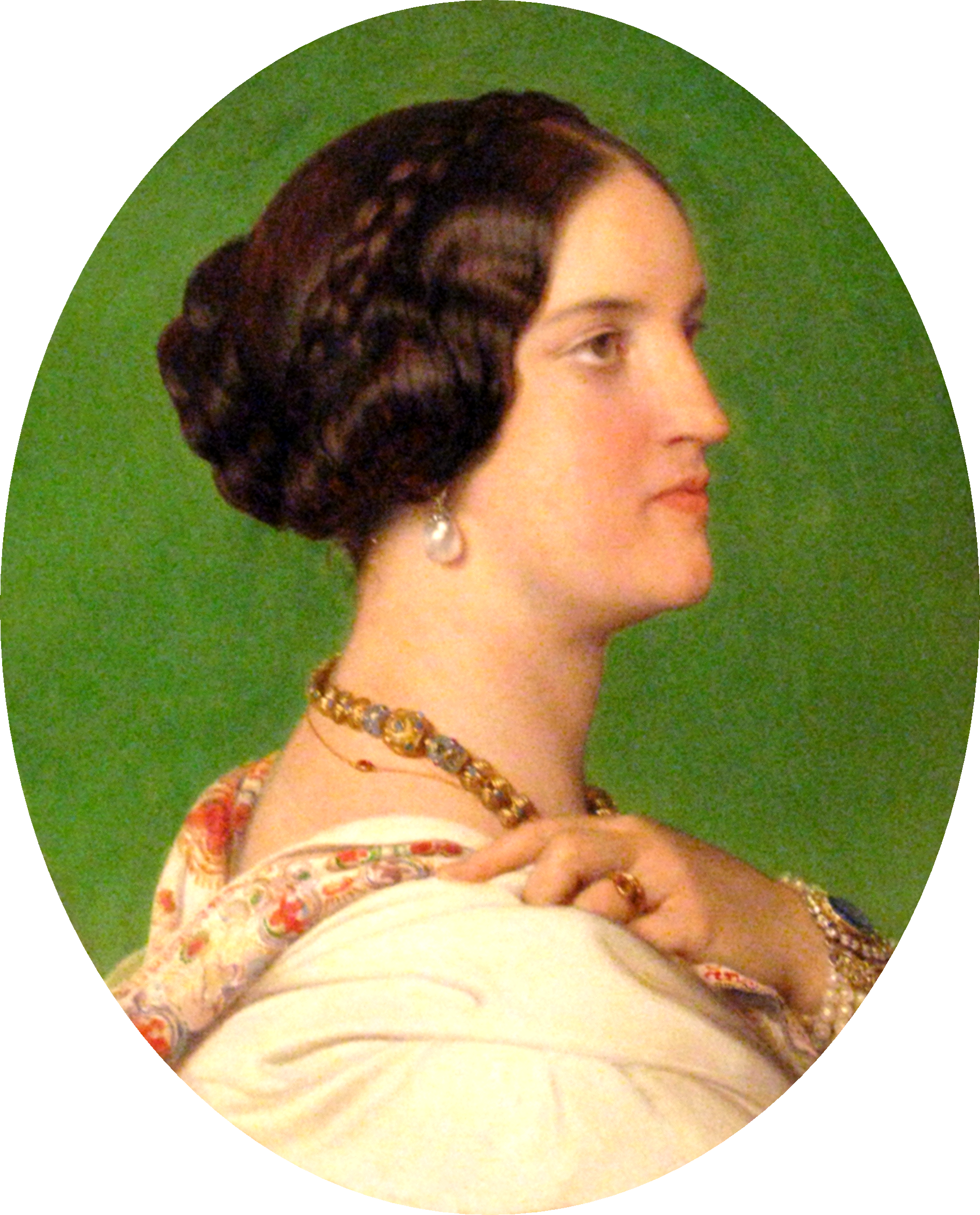
Delfina Potocka, Gemälde von Paul Delaroche, 1849

Gräfin Delfina Potocka, geb. Komarówna (* März 1807 in Murowani Kuryliwzi, Podolien; † 2. April 1877 in Paris) war eine Muse des Komponisten Fryderyk Chopin sowie der Dichter Juliusz Słowacki und Zygmunt Krasiński.

## Leben
Sie war die Tochter von Stanisław Komar und Honorata Orłowska. 1825 heiratete sie den Grafen Mieczysław Potocki (1799–1878), mit dem sie später nach Paris übersiedelte. Dort wurde sie Klavierschülerin von Chopin, der ihr sein Klavierkonzert Nr. 2 f-Moll op. 21 widmete sowie den berühmten Walzer Des-Dur op. 64 Nr. 1, den sogenannten „Minutenwalzer“. 
Außerdem widmete er ihrer Schwester, der Fürstin Ludmilla de Beauvau geb. Komar (1819–1881), die Polonaise fis-Moll op. 44, die er 1841 komponierte. Sie war die Gattin des Fürsten Charles de Beauvau-Craon (1793–1864).
Chopin erwähnt Delfina Potocka mehrfach, so in einem Brief vom März/April 1847 an die Familie, in dem es heißt: „Ihr wisst, wie sehr ich sie liebe“. Der Maler Eugène Delacroix notierte am 30. März 1849 schwärmerisch:

„Sah abends bei Chopin die Zauberin Madame Potocka. Ich hatte sie zweimal gehört; ich bin kaum je etwas Vollkommenerem begegnet. Vor allem am ersten Tag, es herrschte völliges Zwielicht, und ihre Toilette aus schwarzem Samt, ihre Frisur, alles, bis auf das, was ich nicht sah, ließen sie mich hinreißend in ihrer Schönheit finden, wie sie es tatsächlich in ihrer Anmut ist.“

Unter dem 11. April 1849 hielt er fest:

„Ich glaube, es war an diesem Abend, dass ich Madame Potocka bei Chopin wiedergesehen habe. Die gleiche wunderbare Wirkung ihrer Stimme. Sie sang Notturnos und Klaviermusik von Chopin, unter anderem das von der Mühle von Nohant, das sie für ein O salutaris arrangiert hatte. Das machte sich wundervoll. Ich habe ihr gesagt, was ich ganz aufrichtig denke: dass in der Musik, wie ohne Zweifel auch in allen anderen Künsten, sobald sich der Stil, der Charakter, kurz der Ernst zeigt, alles übrige verschwindet. Ich liebe es sehr viel mehr, wenn sie das Lied an die Weide singt als all diese bezaubernden neapolitanischen Weisen. Sie hat den See von Lamartine versucht mit dieser so gewöhnlichen und gesuchten Melodie von Niedermeyer. Dieses verwünschte Motiv hat mich zwei Tage lang gepeinigt.“

1939 behauptete eine Dame namens Pauline Czernicka, sie besitze „erotisch angehauchte“ Briefe Chopins an Delfina Potocka, verweigerte aber deren Einsicht. Erst nach ihrem Tod (1949) gelang es der Forschung, diese „Briefe“, bei denen es sich lediglich um Abschriften handelte, zu untersuchen, 1969 tauchten dann Photokopien einiger der vermeintlichen Originale auf, die sich als gefälscht erwiesen; das gesamte Textkonvolut der „Potocka-Briefe“ wird als Fälschung angesehen, teils aus authentischen Briefen Chopins kompiliert, teils frei erfunden.